# 제1차 세계 대전 기간의 포르투갈

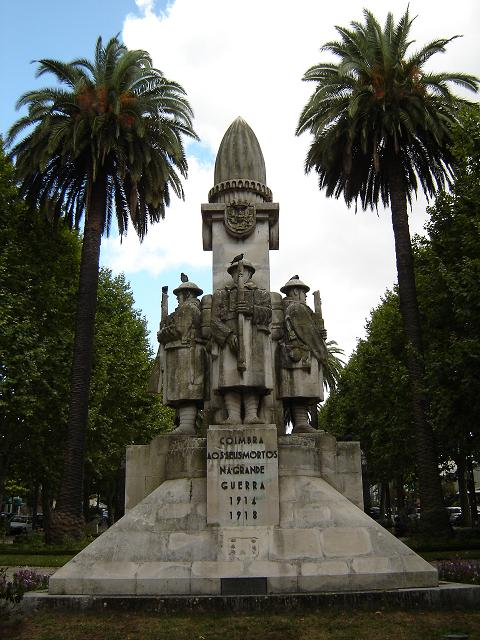
제1차 세계 대전 참전 기념비

포르투갈은 영국과 오랜 동맹 관계였으나, 제1차 세계 대전이 발발한 1914년에는 연합군에 가담하지 않고 중립을 유지했다. 그러나 유보트로 무장한 독일 잠수함대의 잠수함전 때문에 포르투갈 상품의 최대 시장인 영국과 무역이 위협받았다. 포르투갈의 앙골라 식민지의 남쪽 지방에서 독일군과 충돌 사건이 발생했지만, 포르투갈과 독일 양국 정부는 포르투갈의 중립을 유지하고자 했다. 그러나 1916년 영국이 포르투갈에 포르투갈의 항구에서 독일 배들의 나포와 화물 압수 등을 요구하자 독일은 포르투갈에 전쟁을 선포하는 것으로 대응했다. 이로써 중립국이었던 포르투갈은 중립을 포기하고 전쟁에 참전하게 되었다.
포르투갈은 전쟁에서 전사 8,145명, 부상 13,751명, 실종 및 포로 12,318명의 인명 피해를 입었으며, 80척의 포르투갈 국적 선박이 독일 잠수함대의 공격으로 침몰했다.

## 1916년 ~ 1918년

### 1916년
3월에 독일이 전쟁을 선포한 이후, 포르투갈은 1916년 한 해 동안 참전의 대가를 확실히 하는 한편, 파견할 군대를 편성할 수 있도록 준비했다. 또, 식민지도 지킬 수 있도록 함께 준비해야 했다.

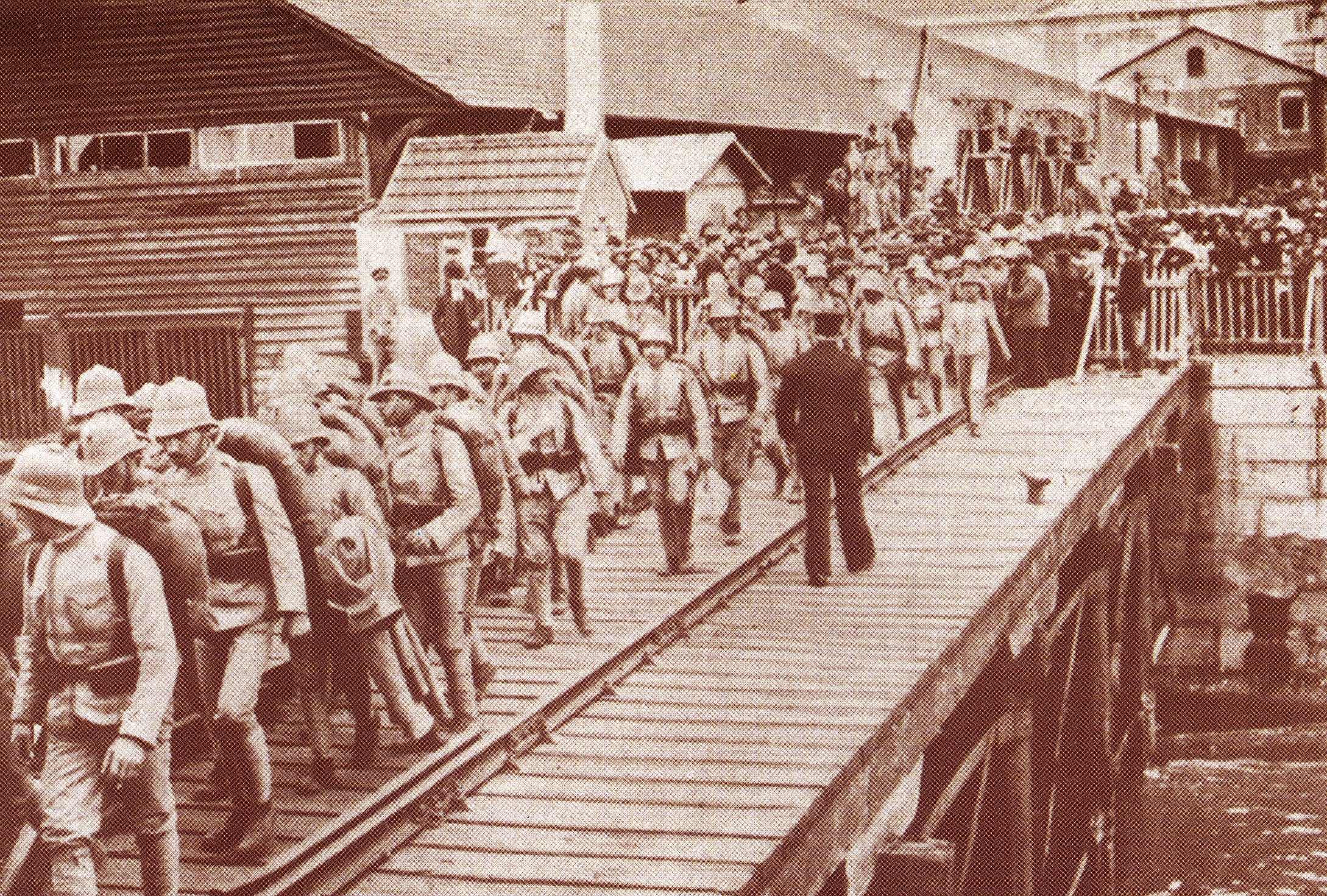
앙골라로 파견되는 포르투갈군

- 2월 23일 - 영국의 요구에 따라, 포르투갈이 포르투갈 항구에 정박 중이던 독일 배들을 나포하였다.
- 3월 9일 - 독일이 포르투갈에 대해 전쟁을 선포하였다.
- 6월 9일 - 재무장관 알폰소 코스타(Afonso Costa)와 아우구스토 소아레스(Augusto Soares])가 연합국 경제 회담에 참석했다. 이 회담에서는 평화 조건으로 1871년에 독일이 자국 영토로 합병한 알자스-로렌을 프랑스에 반환할 것과, 1894년부터 점령하고 있던 모잠비크의 키옹가(Kionga)를 포르투갈에 반환할 것을 결정했다.
- 7월 15일 - 영국 정부가 포르투갈에 연합군의 군사 작전에 직접 참여해 달라고 요청했다. 즉, 군대를 직접 파견하라는 요청이었다.
- 7월 22일 - 포르투갈 원정군단(Corpo Expedicionário Português, CEP)이 3만의 병력으로 포르투갈의 탄코스에서 창설되었다. 지휘관은 노트톤 데 마토스(Norton de Matos) 장군이 임명되었다.
- 8월 7일 - 포르투갈 의회는 영국 정부의 요청에 따른 포르투갈의 참전을 승인했다. 포르투갈의 전쟁 준비는 12킬로미터의 전선에 배치하기 위해 매달 4천 명씩 프랑스로 보냈고, 모두 보병 55,000명과 포병 1,000명에 이르렀다. 동시에 포르투갈 정부는 모잠비크에서 독일 식민지군의 공격에 대비하고, 앙골라 남쪽에서 독일이 사주한 원주민의 소요를 진압하기 위해 군대를 배치시켰다.
- 12월 26일 - 프랑스 정부는 포르투갈에 20~30개 중포 대대를 구성하기 위한 포병 인력을 프랑스로 보내 달라고 요청했다.

### 1917년
포르투갈군은 전선의 한 부분을 전적으로 책임질 수 있는 작전 수행 능력을 배양하기 위해 실전을 치르면서 단계적으로 임무 수준을 높여가며 투입되었다.
- 1월 3일 - 유럽 전선의 포르투갈군의 지휘권 문제에 관한 협정이 영국과 맺어졌다. 이에 따라 포르투갈군(CEP)은 영국 원정군(BEF)에 배속되었다.
- 1월 7일 - 독립 중포 병단(Corpo de Artilharia Pesada Independente, CAPI)이 프랑스의 포병 요청에 따라 창설되었다. 포르투갈군 최고 사령부의 지휘를 받은 이 부대는 25개 중포 대대로 편성되었다.
- 2월 2일 - 첫 번째 포르투갈군이 프랑스의 브리타니의 브레스트 항에 도착했다.
- 2월 23일 - CEP의 잔여 부대가 프랑스로 향해 출발했다.
- 4월 4일 - 포르투갈군이 전선에 도착했다. 첫 번째 전사자도 이날 나왔는데, “António Gonçalves Curado”라는 이름의 일병이었다.
- 5월 30일 - CEP 1사단 1 보병 여단이 전선의 한 구역을 담당하게 되었다.
- 6월 4일 - 독일군이 CEP 1 보병 여단을 공격하였다.
- 6월 16일 - 2 보병 여단이 전선의 다른 구역을 맡게 됨.
- 7월 10일 - CEP 1사단은 포르투갈군 담당 구역을 책임지게 되었다. 1사단은 리처드 해킹 장군이 지휘하는 영국군 11군단에 배속되었다. CEP 3 보병 여단이 이날 전선에 투입되었다.
- 9월 23일 - 미뇨 여단(Brigada do Minho)으로 알려진 4 여단이 2 사단 예하 부대로서 전선에 도착했다.
- 10월 17일- 프랑스의 전쟁 수행을 직접 도와주기 위한 첫 번째 포르투갈인 포병들이 프랑스에 도착했다. 그들은 포르투갈 포병단(Corps d’Artillerie Lourde Portugais, CALP")으로 편성되었다.
- 11월 5일 - 포르투갈군 사령관이 전선에서 자신들의 담당 구역에 대한 책임을 지게 되었다. 이때까지 이 방어 책임은 헨리 호른(Henry Horne, 1st Baron Horne) 장군의 영국 1군이 담당하던 구역이었다.

### 1918년

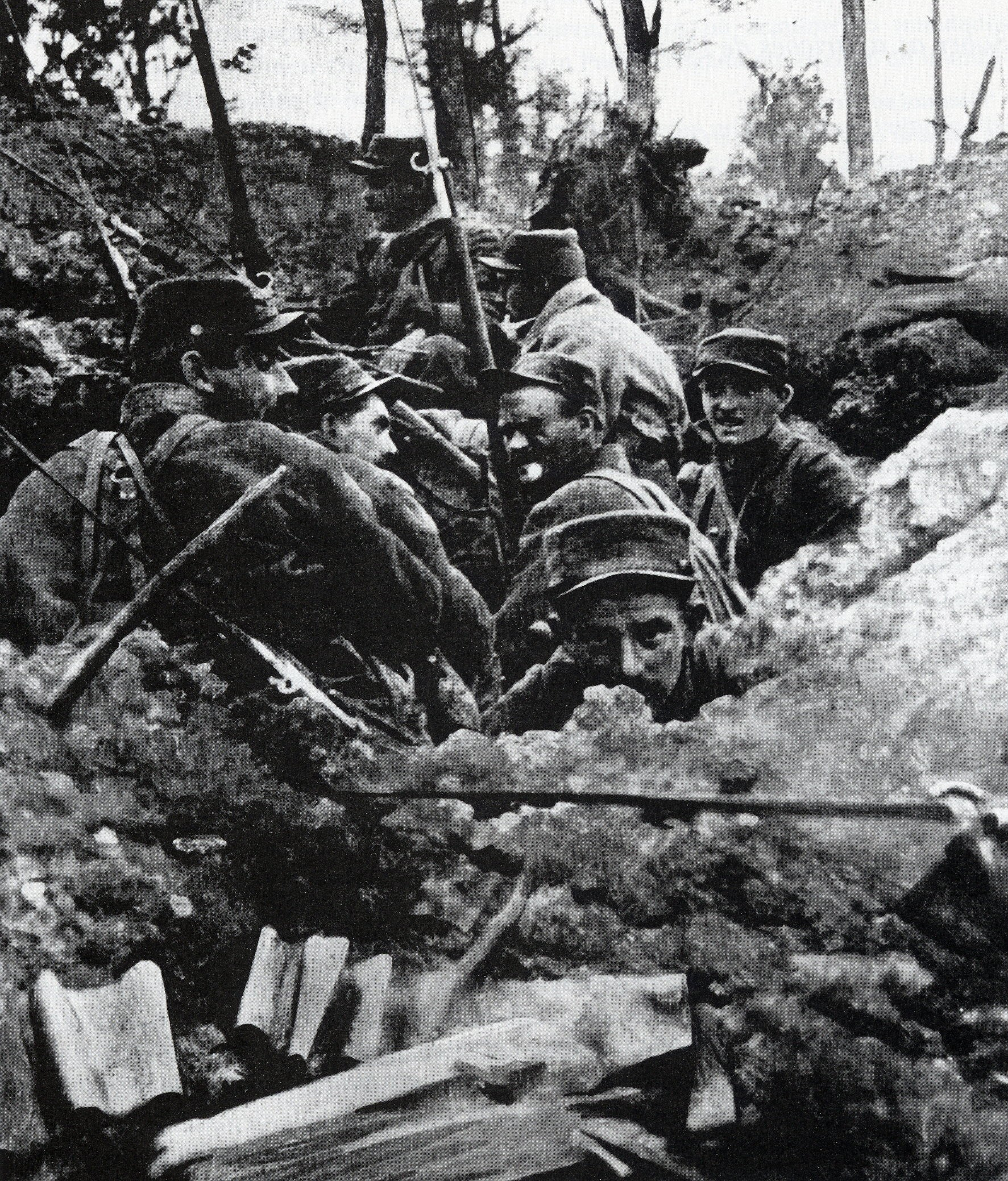
라뤼 전투 중 참호에서 대기 중인 포르투갈군

- 3월 16일 - 포르투갈 포병대가 작전에 투입되었다.
- 3월 27일 - 독일의 계속된 공세가 전선에 투입된 병력의 교체를 저지했다. 또 포르투갈 3사단이 프랑스로 보내지질 않아 전선의 포르투갈군은 일체의 증원을 받지 못했다. 결국 포르투갈 병사들은 전선에서 가장 오래전투를 치러야 했고, 그 결과, 가장 많이 소진되었다.
- 4월 6일 - 포르투갈 병사들의 상황이 너무 좋지 않아서 영국은 포르투갈군을 전선에서 빼기로 결정했다. CEP는 재편성하기로 했다. 1사단은 예비대로 돌려지고, 2사단은 영국 11군단(군단장 리처드 해킹)에 배속하기로 했다. 해킹이 포르투갈군을 방문하고, 2사단을 4월 9일에 후방으로 보내기로 결정했는데, 2사단은 그날 후방으로 갈 수가 없었다. 독일군이 영국군 방어선에 공세를 펴서 60킬로미터까지 영국군을 밀어냈다. 후방으로 가는 대신에 2사단은 사단 방어 담당 구역에서 독일군의 공세를 격퇴시켜야 했다.
- 4월 9일 - 독일군이 격렬한 독가스 공격 후 중포가 포격을 개시하면서 라뤼 전투가 시작되었다. 이 전투는 포르투갈에는 “Operation Georgette”로, 영국에는 “Battle of Estaires” 등으로 알려졌으며, 4차 이프르 전투라고도 부른다. 공격을 담당한 독일 6군은 8개 사단 10만여 명의 병력으로 집중 포격의 지원을 받으며 포르투갈군을 공격했다. 독일군을 저지해야 할 포르투갈군은 2만의 병력과 88문의 대포였다. 전투 결과, 2사단이 전멸했다. 포르투갈 CEP는 327명의 장교와 7,098명의 병사를 잃었는데, 유효 전투력의 35%에 해당했다. 생존자는 나중에 영국군에 배속될 후방 부대로 보내졌다.
- 7월 - 가르시아 호사도(Garcia Rosado) 장군이 CEP의 새로운 사령관으로 지명되었다.
- 7월 4일 - CEP 1 사단이 윌리엄 버드우드 장군이 지휘하는 영국 5 군에 배속되었다.
- 8월 25일 - 가르시아 호사도가 프랑스 주둔 CEP를 책임지게 되었다.
- 11월 11일 - 독일이 휴전을 받아들였다. 전쟁이 끝났다.

## 전쟁 후
- 1919년 1월 18일 - 프랑스 베르사유에서 열린 평화 회의에서 포르투갈 대표단은 에가스 모니즈(Egas Moniz)가 이끌었다. 평화 조약에서, 독일은 포르투갈에 독일령 동아프리카를 포르투갈 식민지인 모잠비크에 양도해야 했다.